# Giovanni d'Alamagna

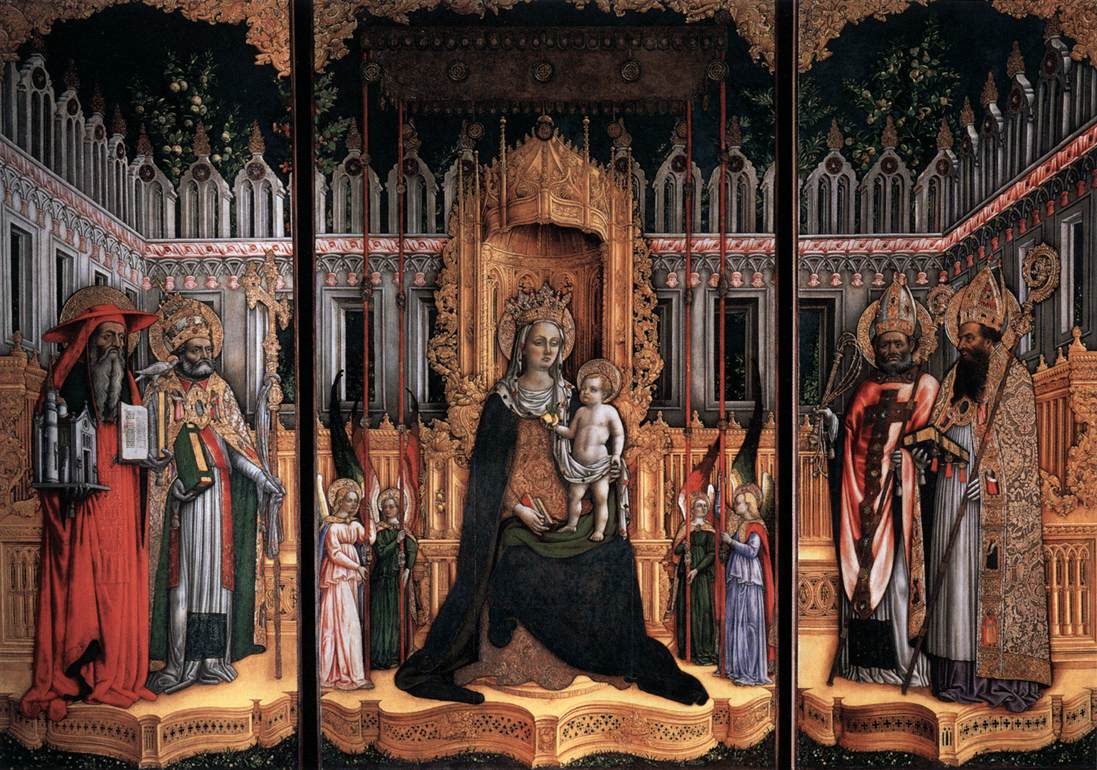
Triptyque

Giovanni d'Alamagna (ook wel bekend onder de namen Zuane da Murano en Johannes Alamanus) (onbekend – Padua, 9 juli 1450) was een Italiaans kunstschilder uit de vroeg-Renaissance.

## Leven en werk
Waar en wanneer Giovanni d'Alamagna is geboren weet men niet met zekerheid. Hij was van Duitse afkomst, zoals duidelijk blijkt uit zijn naam. Hij is pas aantoonbaar vanaf 1443, wanneer hij in Venetië en Padua verschijnt.
Samen met zijn zwager Antonio Vivarini, met wie hij al zijn bewaar gebleven werk heeft gemaakt, stichtte hij de schildersschool van Murano. In 1448 verplaatsen de twee hun atelier naar Padua, alwaar ze met Andrea Mantegna en Pezzolo werkten aan de beschildering van de Cappella Ovetari in de Eremitari-kerk.
Het werk van d'Alamagna is nog sterk verbonden met de gotiek. Dat is duidelijk zichtbaar in een van zijn belangrijkste werken: het drieluik Maria en de vier kerkvaders uit 1446 (Venetië, Accademia). D'Alamagna had een voorliefde voor ornamentele details, een voorliefde die teruggaat op de vormentaal van de Keulse schildersschool.
- Gemeinsame Normdatei: 124144047
- Library of Congress Control Number: n2016065658
- RKD-Nederlands Instituut voor Kunstgeschiedenis: 31854
- Union List of Artist Names: 500007645
- Virtual International Authority File: 95727647
- WorldCat: E39PBJr3BDRYp7jwYdMqdYV9jC